# Joe Derise
Joe Derise (* 1925 oder 1926; † 24. Juni 2002 in Shelton (Connecticut)) war ein US-amerikanischer Jazzsänger, Gitarrist, Pianist und Arrangeur des Swing und Mainstream Jazz.

## Leben und Wirken
Derise wurde mit 21 Jahren Bandvokalist bei Tommy Dorsey und arbeitete dann 1948–50 als Gitarrist, Sänger und Arrangeur mit dem Claude Thornhill Orchestra („Easy Does It“, V-Disc, 1948). Im selben Jahr nahm er im Duett mit der Sängerin Barbara Lynn „You Can't Buy Happiness“ auf. Er gründete in den 50ern die Formation Four Jacks and a Jill, mit der er mehrere Jahre in den Vereinigten Staaten auf Tourneen ging. Hinter dem Pseudonym Jill verbarg sich seine spätere Frau Patty Easton; die Ehe wurde später geschieden. 1953 nahm er für Bethlehem Records die LP Joe Derise Sings auf, an der Milt Hinton und Osie Johnson mitwirkten und er Standards wie „It Might as Well Be Spring“, „How Long Has This Been Going On?“ oder „My Romance“ interpretierte. Mit dem Australian Jazz Quintet spielte er Ende 1955 ein weiteres Album ein; 1956 folgte eine LP mit dem Vokalensemble The Four Most. In den 1960er-Jahren nahm er eine Single für Dayhill Records auf („Let Me Concentrate“/„What Must I Do“, #DH-2016).

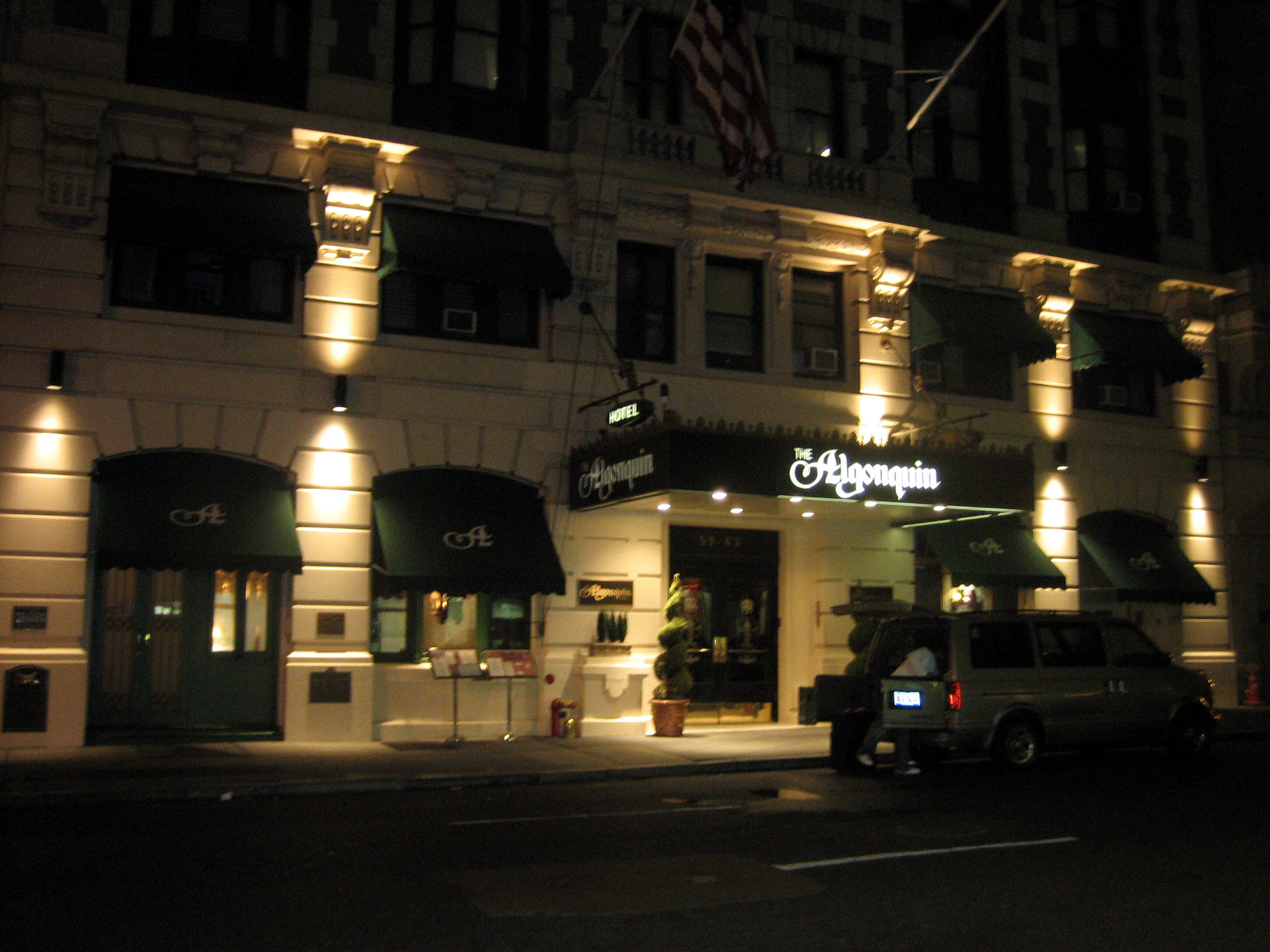
Das Algonquin Hotel bei Nacht

Von 1969 bis 1978 tourte Derise mit dem kanadischen Doo-Wop-Vokalquartett The Diamonds (um Phil Levitt und Ted Kowalski) als musikalischer Leiter und Vokalist. Im Laufe seiner späteren Karriere nahm er ab 1979 eine Reihe von Alben unter eigenem Namen für Audiophile Records auf und arbeitete meist als Solist in Cabarets, Restaurants und Nachtclubs wie The Ballroom und dem Village Gate; zuletzt trat er 1999 als Sänger und Pianist im New Yorker Algonquin Hotel auf. Im Bereich des Jazz war er zwischen 1948 und 1986 an dreißig Aufnahmesessions beteiligt.
.

## Diskographische Hinweise
- The 4 Most Sing the Arrangements of Joe Derise (Dawn, 1956), mit Al Evans, Chuck Sedacca, Marv Falcon (vcl) sowie Dick Sherman, Al Cohn, Gene Quill, Hank Jones, Mat Mathews, Joe Puma, Mundell Lowe, Oscar Pettiford, Charlie Smith
- I'll Remember Suzanne (Inner City, 1979), u. a. mit Walt Levinsky, Joe Puma, Charles McCracken, Russ Savakus
- House of Flowers (Audiophile, 1981), mit Bill Popp
- Blues Are Out of Town (Audiophile, 1985), mit Bob Russell, Ben Seawell, Bruce Pearce (1983) bzw. Louis Forestieri, Jim Mitchell, Bill Popp
- Is Mad About You – The Joe Derise Ten Tette (Audiophile, 1986), mit Roger Parrett, Spencer MacLeish, Danny Repole, Pat Perrone, Max Robinson, Frank Griffith, Bob Maness,  Bill Popp, Winston Welch
- The Jimmy Van Heusen Anthology, Volume 2 (Audiophile, 1987), dto.
- Sings and Plays the Jimmy Van Heusen Anthology - Volume Four (Audiophile, 1989), mit John Dooley, Winston Welch